# Vasile Ernu
Vasile Ernu (ur. 1971) – rumuński pisarz, eseista, działacz społeczny i komentator polityczny. Jeden z założycieli magazynu Philosophy&Stuff oraz lewicowego portalu internetowego CriticAtac.ro, którego jest również koordynatorem.
W 1996 roku ukończył studia na Wydziale Filozofii Uniwersytetu im. A.I. Cuzy w Jassach, a następnie uzyskał dyplom magisterski z filozofii na Uniwersytecie Babes-Bolyai w Klużu w 1997 roku.
Debiutował w 2006 roku książką Urodzony w ZSRR (Născut în URSS), stanowiącą autobiograficzną mieszankę melancholii i ironii, w której autor zdaje relację ze swoich doświadczeń życia w Związku Radzieckim. Książka nominowana była do licznych nagród literackich, i została uhonorowana Nagrodą za debiut magazynu Romania Literara oraz Nagrodą za debiut Stowarzyszenia Pisarzy Rumuńskich. Dzieło zostało przetłumaczone i wydane w Rosji (2007), Bułgarii (2009), Hiszpanii (2010), Włoszech (2010), Węgrzech (2011) i Gruzji (2011).
W Polsce książka została wydana w 2014 roku nakładem wydawnictwa Claroscuro.

## Twórczość

### Autor
- Născut în URSS (Urodzony w ZSRR) – 2006
- Ultimii eretici ai Imperiului – 2009
- Intelighenția rusă azi – 2012
- Sînt un om de stînga – 2013
- Sectanții. Mică trilogie a marginalilor – 2015

### Współautor
- Ceea ce ne desparte. Epistolarul de la Hanul lui Manuc – we współpracy z Bogdanem Stănescu, 2010

### Koordynator
- Iluzia anticomunismului. Lecturi critice ale Raportului Tismăneanu – współkoordynatorzy: Costi Rogozanu, Ciprian Șiulea, Ovidiu Țichindeleanu, 2008
- Ucraina live. Criza din Ucraina: de la Maidan la război civil – współkoordynator: Florin Poenaru, 2014